# دالاسور
دالاسور(نام علمی: Dallasaurus) نام یک سرده از تیره موساسوریان است.